# Белый Городок
Бе́лый Городо́к — посёлок городского типа (с 1951) в Тверской области России. Входит в Кимрский муниципальный округ.
Население — 2022 чел. (2021).
Расположен на Волге, при впадении в неё реки Хотчи, в 141 км к востоку от областного центра, в 14 км к северо-востоку от города Кимры. Железнодорожная станция на линии Москва — Калязин — Сонково.

## История
Первое упоминание о Белом Городке относится к 1366 году.
В XIV веке территория, на которой расположен Белый Городок, входила в состав Клинского удела Великого княжества Тверского. Когда в 1319 году в соответствии с духовной грамотой убитого в Орде тверского князя Михаила Ярославича территория Тверского княжества была поделена между его сыновьями, то южные районы княжества (Клин с волостями) отошли к Константину Михайловичу, ставшему первым клинским князем. После его смерти в 1346 году Клинский удел унаследовали сыновья умершего — Семён и Еремей Константиновичи. В свою очередь, Семён Константинович умер в конце 1365 года и «приказал» (то есть завещал) «отчины своея удѣлъ и княгиню свою» не единокровному брату Еремею, а двоюродному брату — микулинскому князю Михаилу Александровичу (который ранее в том же году захватил тверской великокняжеский стол, согнав с него дядю — Василия Михайловича Кашинского); иными словами, Семён Константинович передал свою часть Клинского княжества новому тверскому князю с поручением позаботиться о своей вдове.
В начале 1366 года Михаил Александрович, стремясь укрепить свои южные владения, заложил на месте современного Белого Городка крепость, которую называли Городок или Белгородок (крепость располагалась на месте старой части нынешнего посёлка, у Хотчинской стрелки). В 1367 году её безуспешно осаждал Василий Кашинский, получивший военную поддержку от московского князя. В 1368 году московское правительство захватило Белгородок и посадило в нём своего наместника, но в следующем году вернуло городок тверскому великому князю. Во время московско-тверской войны 1375 года Белгородок наряду с другими городами Тверского княжества захватывался войсками Дмитрия Московского. В начале XVI века Белгородок был центром одноимённой волости Кашинского уезда.
Позднее Белгородок числился уже селом; в 1693 году здесь была построена деревянная Георгиевская церковь.

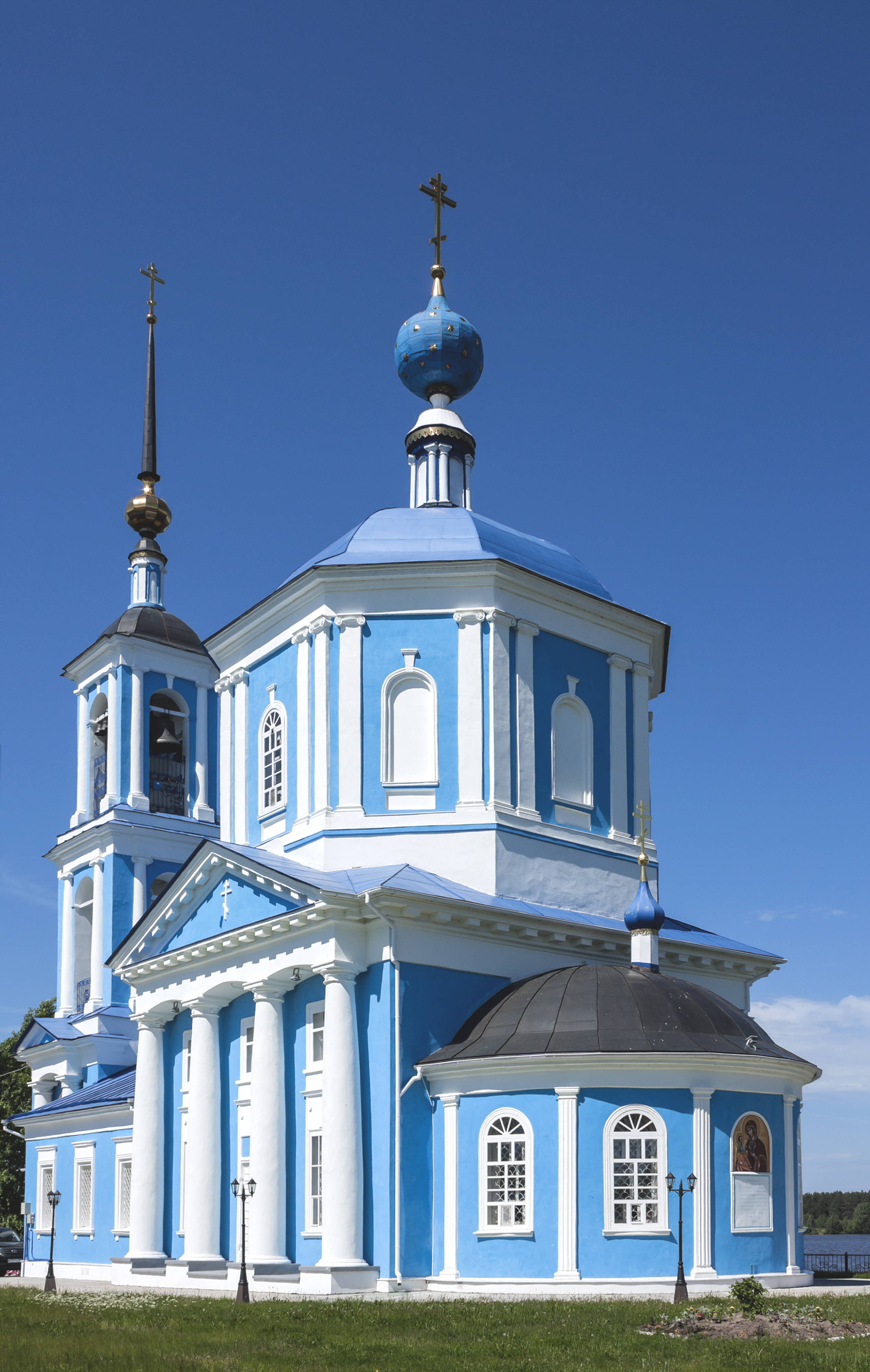
Храм Иерусалимской иконы Божьей матери

На месте деревянной Георгиевской церкви в 1825 году был построен храм во имя Иерусалимской иконы Божьей матери. После 1930 года храм использовался как склад, затем был заброшен. В 1991 году храм был возвращён верующим, отреставрирован и действует поныне.
В 1612 году Белгородок был захвачен и сожжён польскими интервентами. Рядом с современным посёлком некогда находилось поместье, принадлежавшее Борису Годунову. С Белым Городком связано также имя И. Я. Шатилова — генерал-майора, участника Бородинского сражения, имение которого находилось неподалёку — в селе Белое.
В «Списке населённых мест» 1862 года Бел-Городок — владельческое село 2-го стана Калязинского уезда Тверской губернии по Дмитровскому тракту, в 41 версте от уездного города, при реках Волге и Хотче, с 13 дворами, православной церковью и 98 жителями (50 мужчин, 48 женщин).
По данным 1888 года — центр Белгородской волости Калязинского уезда, проживало 23 семьи общим числом 127 человек (72 мужчины, 55 женщин).
В 1915 году — 39 дворов.
В 1922 году село вошло в состав Гражданской волости Ленинского уезда Московской губернии, образованной путём слияния Белгородской и Ново-Семёновской волостей Калязинского уезда Тверской губернии.
По материалам Всесоюзной переписи населения 1926 года — деревня Башаринского сельского совета Гражданской волости Ленинского уезда, проживало 226 жителей (101 мужчина, 125 женщин), насчитывалось 62 хозяйства, среди которых 41 крестьянское, имелись школа 1-й ступени и детские ясли.
С 1929 года — населённый пункт в составе Кимрского района Кимрского округа Московской области. Постановлением ЦИК и СНК от 23 июля 1930 года округа как административно-территориальные единицы были ликвидированы.
С 1935 года — населённый пункт в составе Кимрского района образованной Калининской области (с 1990 года — Тверская область).
Статус посёлка городского типа — с 1951 года.
В 2005—2022 годах составлял муниципальное образование посёлок Белый Городок со статусом городского поселения в Кимрском районе.

## Население
| 1859  | 1888  | 1926  | 1959  | 1970  | 1979  | 1989  | 2002  | 2009  | 2010  | 2012  | 2013  |
| ----- | ----- | ----- | ----- | ----- | ----- | ----- | ----- | ----- | ----- | ----- | ----- |
| 98    | ↗127  | ↗226  | ↗2833 | ↗3233 | ↗3783 | ↘3605 | ↘2825 | ↘2441 | ↘2432 | ↘2317 | ↘2257 |
| 2014  | 2015  | 2016  | 2017  | 2018  | 2019  | 2020  | 2021  |       |       |       |       |
| ↘2159 | ↘2135 | ↘2076 | ↘2050 | ↘1985 | ↘1912 | ↘1867 | ↗2022 |       |       |       |       |

Национальный состав
По итогам переписи населения 2020 года проживали следующие национальности (национальности менее 0,1 % и другое, см. в сноске к строке «Другие»):
| Национальность | Численность, чел. | Доля     |
| -------------- | ----------------- | -------- |
| Русские        | 1964              | 97,13 %  |
| Армяне         | 13                | 0,64 %   |
| Узбеки         | 11                | 0,54 %   |
| Украинцы       | 8                 | 0,40 %   |
| Татары         | 5                 | 0,25 %   |
| Другие         | 21                | 1,04 %   |
| Итого          | 2022              | 100,00 % |

## Экономика
Основное предприятие посёлка — судостроительно-судоремонтный завод «Белогородская судоверфь», основанный в 1939 году. В городе также есть цех по производству каркасных лодок, филиал ФГБУ «Морспасслужба» (бывший «Подводречстрой»).
В посёлке (на месте бывшего разъезда Гадово, построенного в 1910-е годы при строительстве железнодорожной ветки Москва — Калязин) находится железнодорожная станция Белый Городок. В начале 2000-х на станции было снято путевое развитие, но в 2005—2006 всё восстановили. На станции останавливаются местные поезда и поезда дальнего следования, проходящие по маршруту Москва — Рыбинск.

## Образование
В посёлке располагается одно дошкольное отделение и одна средняя общеобразовательная школа
- МБДОУ Детский сад № 1 «Гнёздышко»[38]

- МБОУ Белогородская средняя общеобразовательная школа
- Муниципальное образовательное учреждения дополнительного образования «Белогородская детская школа искусств»[39]

## Достопримечательности
Сохранилась живописно расположенная на берегу Волги каменная церковь Иерусалимской иконы Божией Матери 1825 года постройки.